# Kolymské gulagy
Kolyma byla za J. V. Stalina nejznámějším regionem pracovních táborů gulagu. V letech 1932 až 1954 zemřely desítky tisíc lidí cestou do táborů a další stovky tisíc přímo na místě při těžbě zlata a na silničních stavbách. Alexandr Solženicyn Kolymu charakterizoval jako „pól chladu a krutosti“ v systému gulagů.
Zlato a platina byly v regionu objeveny na počátku 20. století. V době industrializace SSSR (počínaje první pětiletkou, 1928–1932), kdy vzrostla potřeba těchto materiálů, byla na využití kolymského bohatství založena vládní agentura Dalstroj (rus. Дальстрой). Pracovní sílu Kolymy od počátků tvořili vězni (zejména z protikulacké kampaně a odpůrci kolektivizace, ostatní političtí vězni a též kriminální zločinci) jakožto snadno dostupné a velmi levné pracovní síly. 
Prvotní snahy o rozvoj regionu začaly v roce 1932 vybudováním města Magadan; město bylo vybudováno v rámci nucených prací. V roce 1932 začínají expedice do nitra Kolymy stavbou Kolymské silnice, která později získala jméno „cesta kostí“ (tj. z vězňů zemřelých při práci). Nakonec Kolyma oblast neobydlené tajgy posela asi 80 pracovními tábory. Původní ředitel táborů Kolymy byl Eduard Berzin, důstojník Čeky. Berzin byl později odstraněn (1937).
V roce 1937, na vrcholu čistek, nařídil Stalin zpřísnění režimu. Systém tvrdé práce a minimálního nebo žádného jídla vedl k neskutečnému utrpení vězňů (byli běžně nuceni pracovat při −60 °C). Podmínky v táborech se měnily v závislosti na stavu země. Nečetní vězňové, kteří se zde dočkali vypršení svého trestu, zde i nadále často zůstávali ve vyhnanství. Mnoho vězňů na Kolymě byli akademici nebo intelektuálové, známí jsou např. matematik Michail Kravčuk či spisovatel Varlam Šalamov.
Vězeňská populace Kolymy v roce 1946 podstatně vzrostla s příchodem tisíců bývalých sovětských válečných zajatců, které na konci druhé světové války osvobodily spojenecké síly nebo Rudá armáda. Tito vojáci byli obviněni ze zrady a ze spolupráce s nepřítelem a často obdrželi 10 nebo 25leté tresty odnětí svobody a trest si odpykávali v gulagu, včetně Kolymy. Kolymské tábory byly převedeny na (většinou) volné pracovní po roce 1954. V roce 1956 nařídil Nikita Chruščov všeobecnou amnestii.
Odhaduje se, že od třicátých do poloviny padesátých let v táborech zahynulo mezi 250 000 a milionem lidí.